# Kolumna Adama Mickiewicza we Lwowie
Kolumna Adama Mickiewicza we Lwowie – pomnik Adama Mickiewicza na Placu Mariackim (obecnie Plac Mickiewicza, ukr. Площа Міцкевича) na Starym Mieście we Lwowie, neoklasycystyczny, wzniesiony w latach 1902–1904 według projektu Antoniego Popiela, odsłonięty 30 października 1904. 

## Historia pomnika
Komitet budowy pomnika powstał w roku 1897. Na początku roku 1898 rozpisano konkurs na projekt pomnika. Z inicjatywy członka komitetu, Adama Krechowieckiego, wprowadzono warunek, aby pomnikowi nadać kształt kolumny. Z 28 projektów konkursowych jury z udziałem m.in. Cypriana Godebskiego wybrało projekt Antoniego Popiela przedstawiający postać Mickiewicza u stóp kolumny oraz unoszącego się nad nim skrzydlatego geniusza. Kolumnę wieńczył znicz. 
16 listopada 1899 Antoni Popiel przedstawił ostateczną wersję projektu. Pomnik został usytuowany na Placu Mariackim, w pobliżu figury Matki Boskiej. Granitowy trzon kolumny sprowadzono z Królestwa Włoch. Ze względu na trudne warunki geologiczne (płynąca pod ziemią rzeka Pełtew) pomnik posadowiono na trzynastu palach. Brązowe elementy pomnika zostały odlane w wiedeńskich zakładach Teodora Serpeka.
Budowa została ukończona 25 października 1904. Wysokość pomnika wyniosła 21 m, figury Mickiewicza 3,30 m. Płomień znicza u szczytu kolumny został pozłocony.
Pomnik został uroczyście odsłonięty 30 października 1904, przetrwał nieuszkodzony do naszych czasów.

## Galeria

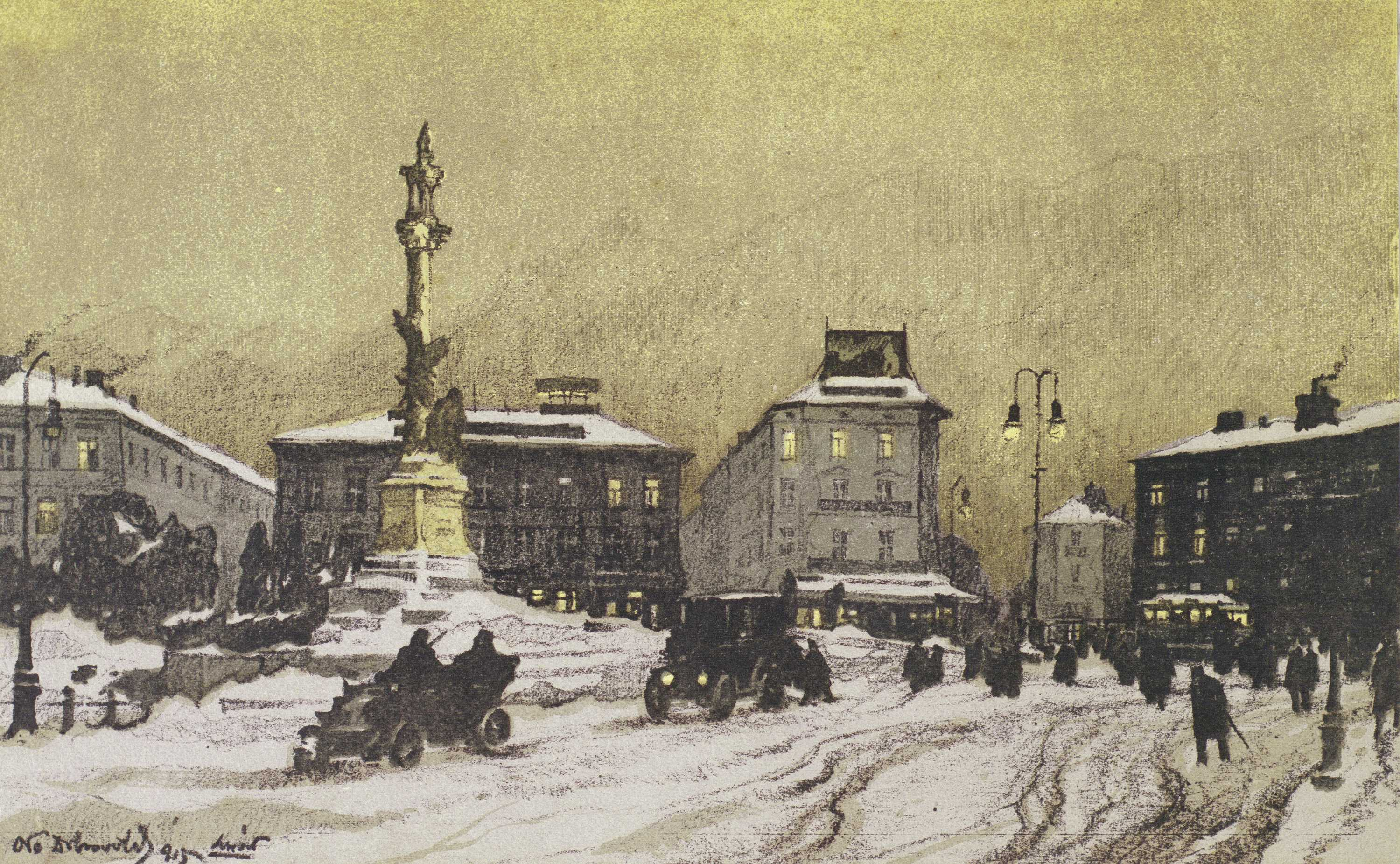
Litografia Odo Dobrowolskiego z 1915